# Pivmecillinam
Pivmecillinam ist ein halbsynthetischer, antibiotisch wirksamer Arzneistoff aus der Gruppe der β-Lactam-Antibiotika, der 1971 von LEO Pharma patentiert wurde. Die Verbindung wird fast ausschließlich als Hydrochlorid eingesetzt.

## Anwendung
Pivmecillinam findet seit Jahrzehnten vor allem in den skandinavischen Ländern zur Behandlung von unkomplizierten Harnwegsinfektionen Verwendung. Seit 2010 wird es aufgrund der günstigen Resistenzlage auch in der deutschsprachigen S3-Leitlinie zur Behandlung von Harnwegsinfektionen als Mittel der ersten Wahl zur Behandlung der unkomplizierten Zystitis empfohlen. Das Medikament ist hierfür seit 2016 auf dem deutschen Markt verfügbar und für Männer und Frauen ab 18 Jahren zugelassen. Wirksamkeit besteht insbesondere gegen gramnegative Erreger.

## Wirkweise
Die bakteriostatische Wirkung von Pivmecillinam beruht (etwas anders als bei anderen β-Lactam-Antibiotika) auf der Blockierung des Penicillin-bindenden Proteins 2 (PBP2).  Dadurch wird die Ausbildung einer neuen Zellwand bei in der Teilungsphase befindlichen Bakterien behindert.

## Handelsnamen
Selexid (A), X-Systo (D), Pivmelam (D)